# 広東国際サーキット
広東国際サーキット（カントンこくさいサーキット、英語: Guangdong International Circuit、中国語: 廣東國際賽車場）は、中華人民共和国・肇慶市にあるサーキット。

## 概要
2009年に完成したサーキットで、全長は約2.8km。広東省では珠海国際サーキットに次いで2番目の常設サーキットとなる。
現在は主にツーリングカーの国内選手権等が行われている。2011年11月には世界ツーリングカー選手権（WTCC）の中国ラウンドが同地で開催される予定だったが、シーズン途中で開催地が上海天馬サーキットに急遽変更されたため開催が消滅した。